# Puente Pegasus

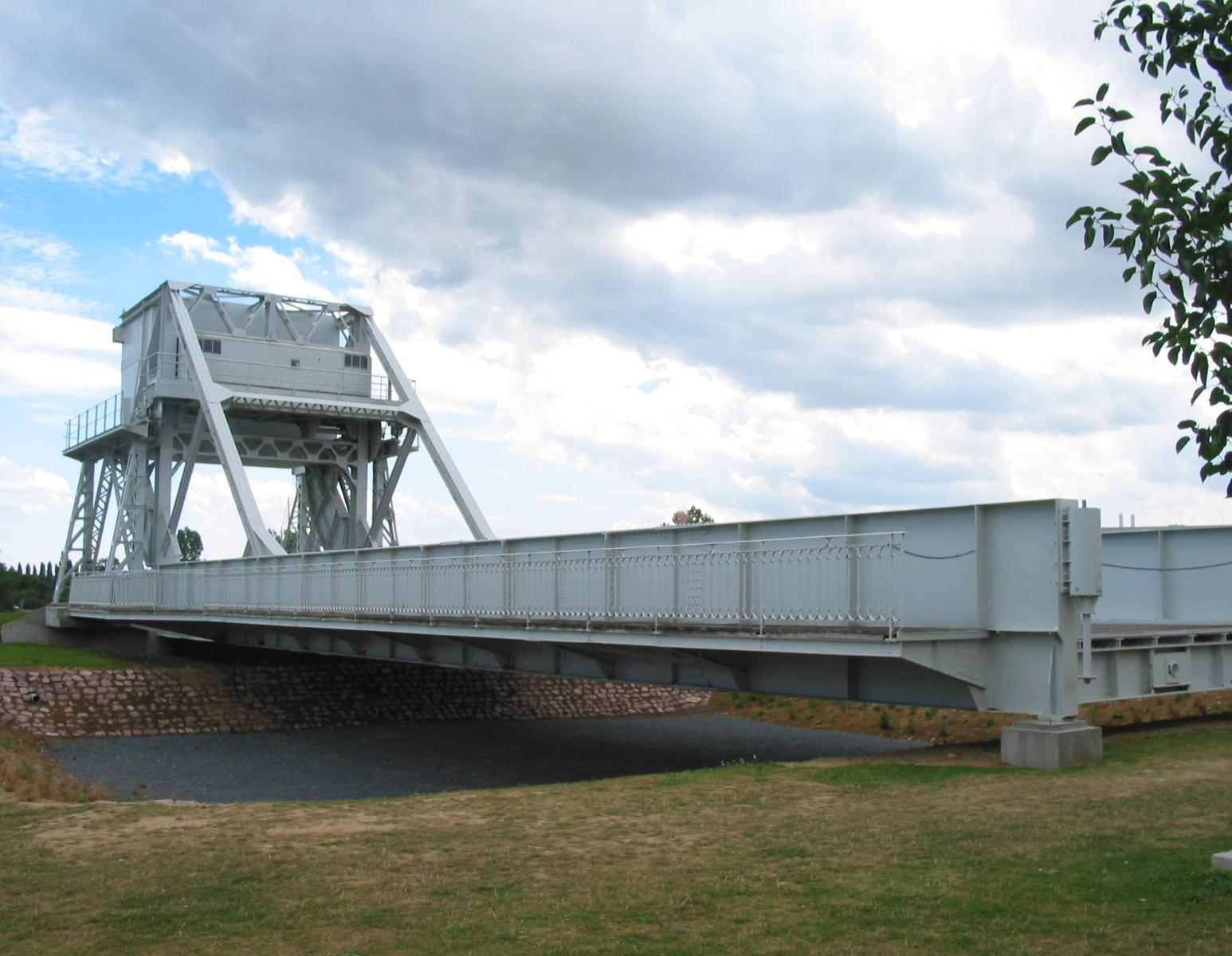
El puente Pegaso en el museo de Bénouville

El puente Pegasus (español: Pegaso) es el nombre dado a posteriori al puente balanceador situado sobre el Canal de Caen, junto a Bénouville, capturado por fuerzas británicas de la 6.ª División Aerotransportada como parte de la Invasión de Normandía durante la Segunda Guerra Mundial.
Este puente tenía 42,20 metros de longitud, 9,70 metros de anchura y una altura de 11 metros.
Fue construido en 1934, y nombrado puente de Bénouville. El nombre de Pegasus se debe al emblema de la 6.ª División Aerotransportada del Ejército Británico.

## Objetivos
La captura del puente Pegasus era el primer objetivo (Operación Tonga) de la 6.ª División Aerotransportada a la cual se le había asignado la misión de proteger el flanco izquierdo de la 3.ª División Británica, que debía desembarcar en la playa denominada Sword, situada al oeste del río Orne, con el objetivo de capturar Caen.
Para realizar esta misión, la 6.ª División Británica debía tomar los puentes sobre el río Orne y el canal de Caen, así como destruir los puentes sobre el río Dives al este, para evitar que los alemanes pudieran reunir fuerzas y contraatacar contra la cabeza de playa británica en Sword. Asimismo, debían destruir la batería de Merville, que podía atacar en dirección a Ouistreham y dificultar la consolidación aliada.
Para que la misión resultase un éxito, simultáneamente debería ser tomado el puente Horsa

## La toma del puente Pegasus

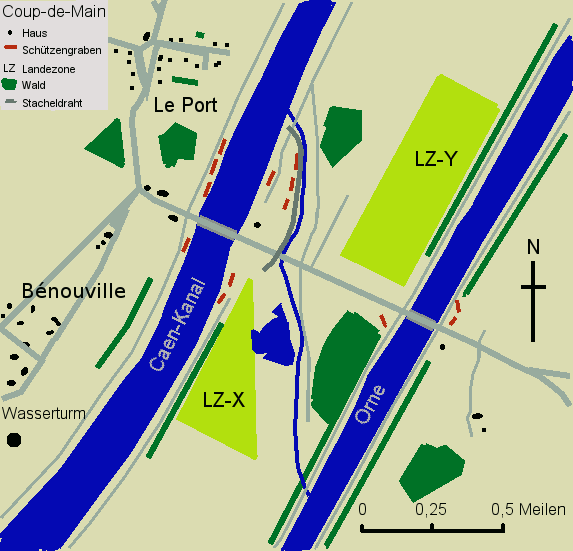
Mapa esquemático de la operación

La toma del puente Pegaso supuso el primer objetivo de la invasión de la Francia ocupada; fue llevada a cabo por la compañía D del 2.º Batallón de la Infantería Ligera Oxfordshire y Buckinghamshire al mando del mayor John Howard a bordo de tres planeadores Horsa.
A las 00:16 aterrizaba el primer planeador Airspeed AS.51 Horsa a 55 metros del puente entre el río Orne y el canal de Caen, liderados por el Teniente Den Brotheridge. En seguida, mientras aterrizaban otros dos planeadores Horsa, los hombres de Den Brotheridge acababan con dos centinelas que ni habían oído a los planeadores entre el ruido del fuego antiaéreo. Alertados por el ruido de los disparos de los paracaidistas británicos, los soldados alemanes al otro lado del puente abrieron fuego con su ametralladora MG-42. El teniente Den Brotheridge y sus hombres se apresuraron a cruzar el puente. Una granada lanzada por él acabó con el nido de ametralladoras, pero al lanzarla fue alcanzado por las balas y murió. Fue la primera baja aliada del Día D. 
El resto de la compañía aterrizó y se unió al ataque, mientras los zapadores buscaban cargas de demolición, que no se hallaban preparadas por temor a sabotajes de la Resistencia francesa, y sólo se podrían haber puesto en el puente con permiso de las autoridades alemanas.
Los paracaidistas británicos procedieron entonces a despejar la orilla oeste del canal, luchando contra el resto de la guarnición alemana, muchos de los cuales huyeron.
Mientras tanto, el resto de la Compañía D había aterrizado junto al puente sobre el río Orne, capturándolo satisfactoriamente. En 15 minutos los británicos controlaban ambos puentes. Howard envió entonces el código en clave "Ham and Jam" (español: Jamón y Mermelada) indicando que su misión había sido un éxito.

## Consolidación

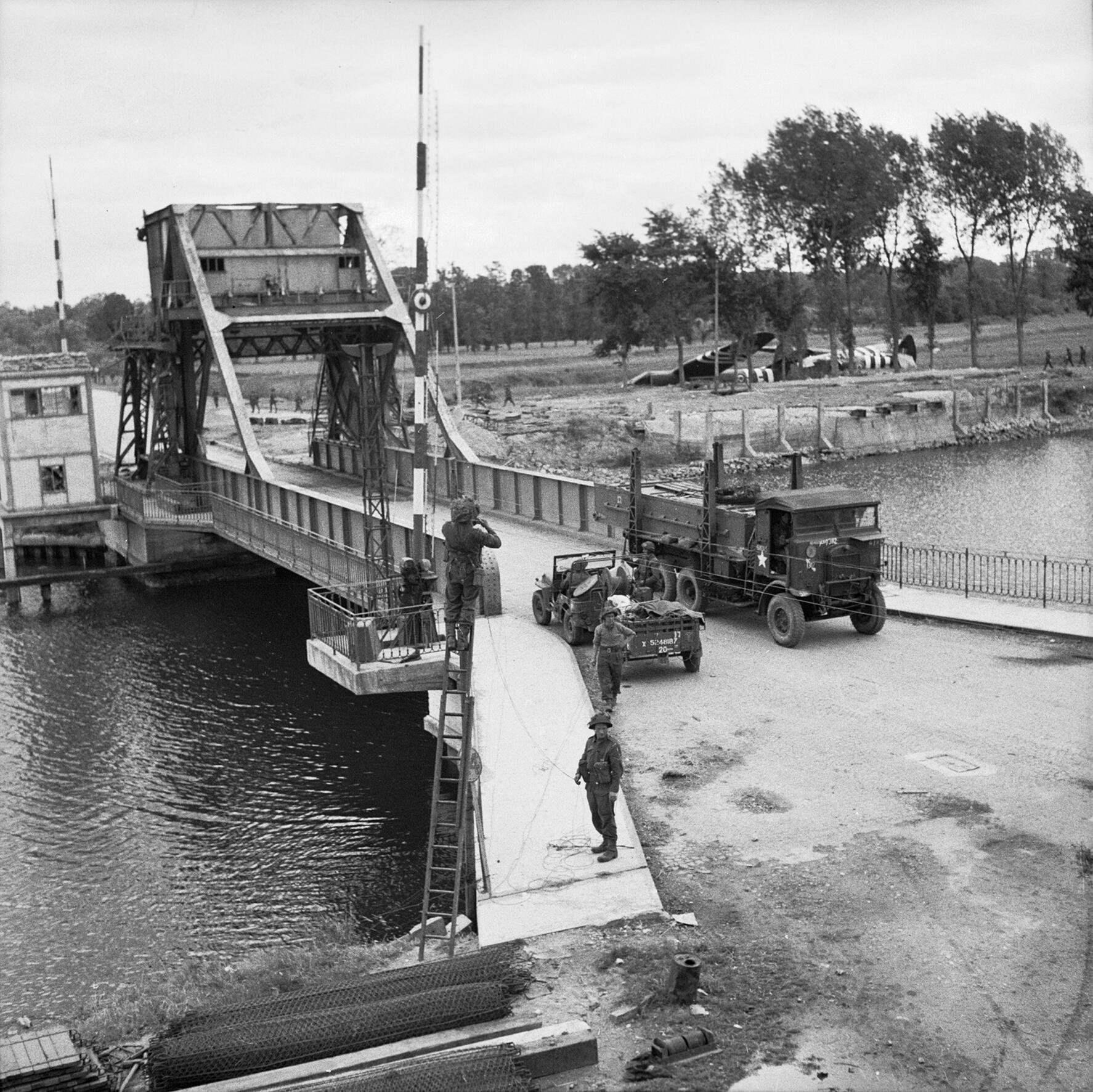
El puente días después de ser capturado. Al fondo se pueden ver los planeadores Horsa

Tras la toma, los hombres de Howard establecieron posiciones defensivas, esperando a ser relevados por el 7.º Batallón de la 6.ª División Aerotransportada.
El primer contraataque alemán fue llevado a cabo por unidades reunidas del Batallón II del 192.º Regimiento de la 21.ª División Panzer al mando del mayor-general Edgar Feuchtinger. Se encontraron con el 7.º Batallón británico, que repelió los ataques, de manera que los alemanes decidieron consolidarse y esperar.
Al sur, elementos blindados del 125.º Regimiento de Granaderos Panzer que avanzaban por la orilla este del Orne fueron detenidos por las armas antitanque británicas.
Todos los objetivos de la 6.ª División Aerotransportada británica fueron cumplidos. A las 13:00 horas los primeros hombres de la 1.ª  Brigada de Servicios Especiales (1.st SSB) al mando de Lord Lovat llegaban desde la playa de Sword, de manera que unieron los perímetros mantenidos por los paracaidistas y los hombres de la 3.ª División en Sword. Varias horas después, los paracaidistas que protegían ambos puentes fueron reforzados con hombres y tanques del 2.º Batallón de Fusileros Reales de Warwickshire.

## El puente en la actualidad

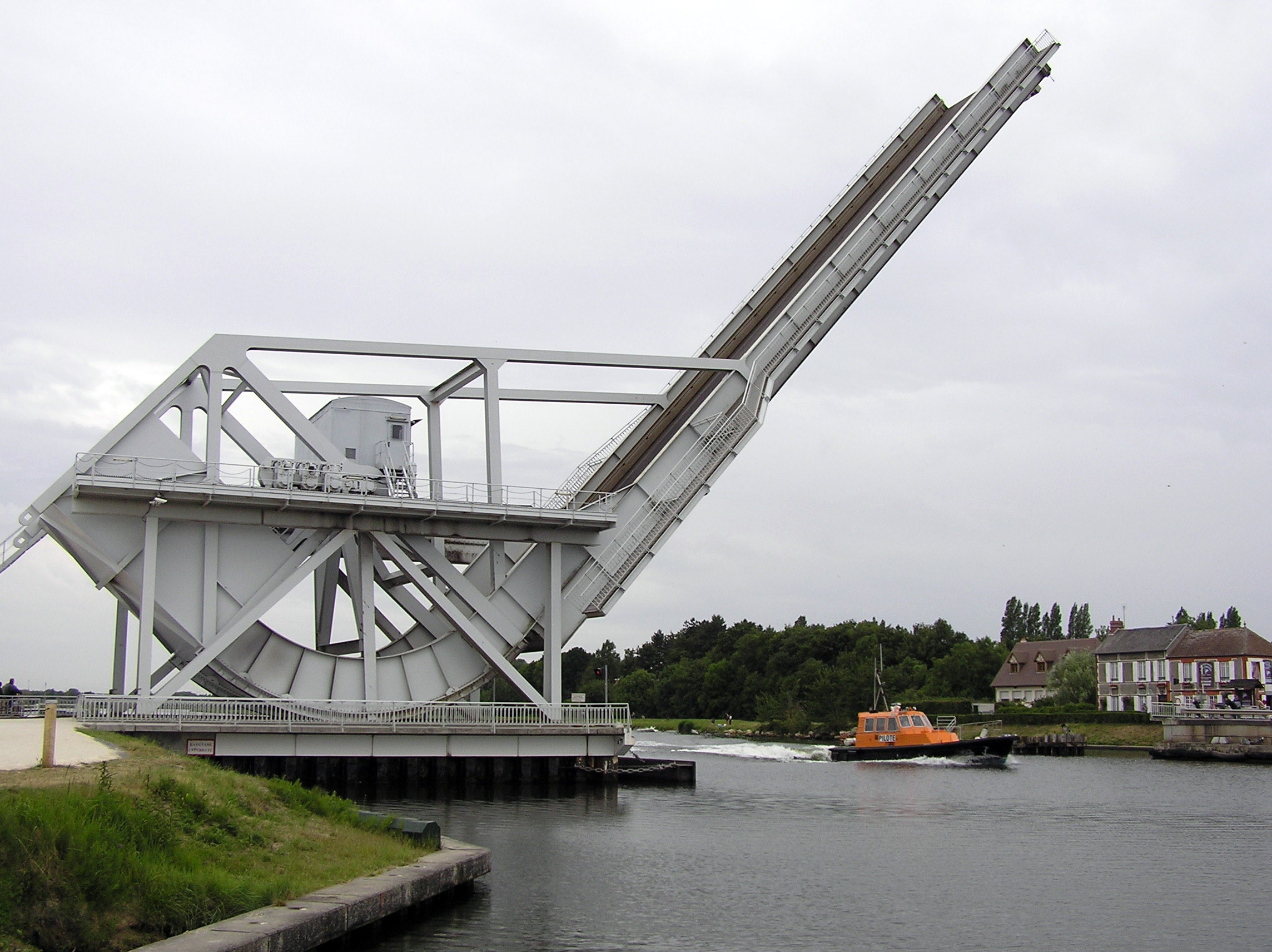
El nuevo puente Pegaso en la actualidad

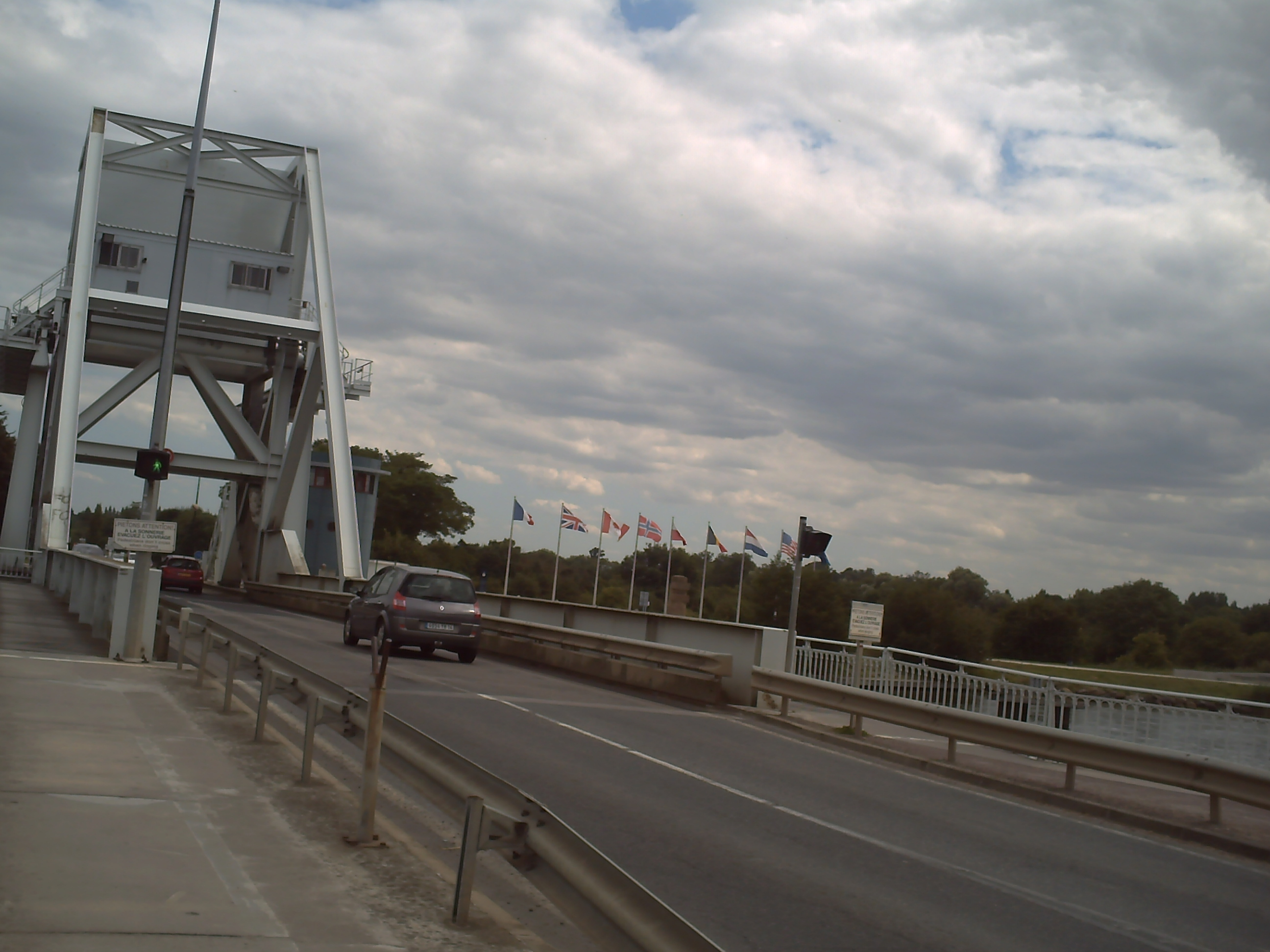
Otra foto del nuevo puente Pegasus en la actualidad.

El viejo puente construido en 1934 fue sustituido en 1993 por uno nuevo más apropiado para el tráfico actual. El puente fue comprado por el precio simbólico de 1 libra por veteranos británicos, y finalmente fue emplazado en el museo de Bénouville. 
La captura del puente Pegasus se ha reflejado en películas como El Día Más Largo, los videojuegos Call of Duty y Panzers o el juego de tablero Memoir'44.
Ortofotografía del Puente Pegasus en la actualidad (Google Maps)